# Tom Lucy
Thomas David "Tom" Lucy (født 1. maj 1988 i Bristol, England) er en engelsk tidligere roer.
Lucy vandt sølv for Storbritannien ved OL 2008 i Beijing i disciplinen otter. Alex Partridge, Tom Stallard, Richard Egington, Josh West, Alastair Heathcote, Matt Langridge, Colin Smith og styrmand Acer Nethercott udgjorde resten af besætningen. Der deltog otte både i konkurrencen, hvor Canada vandt guld, mens USA sikrede sig bronzemedaljerne. Det var det eneste OL han deltog i.
Lucy vandt desuden en VM-bronzemedalje i otter i 2007.

## OL-medaljer
- 2008:  Sølv i otter